# زمزمه

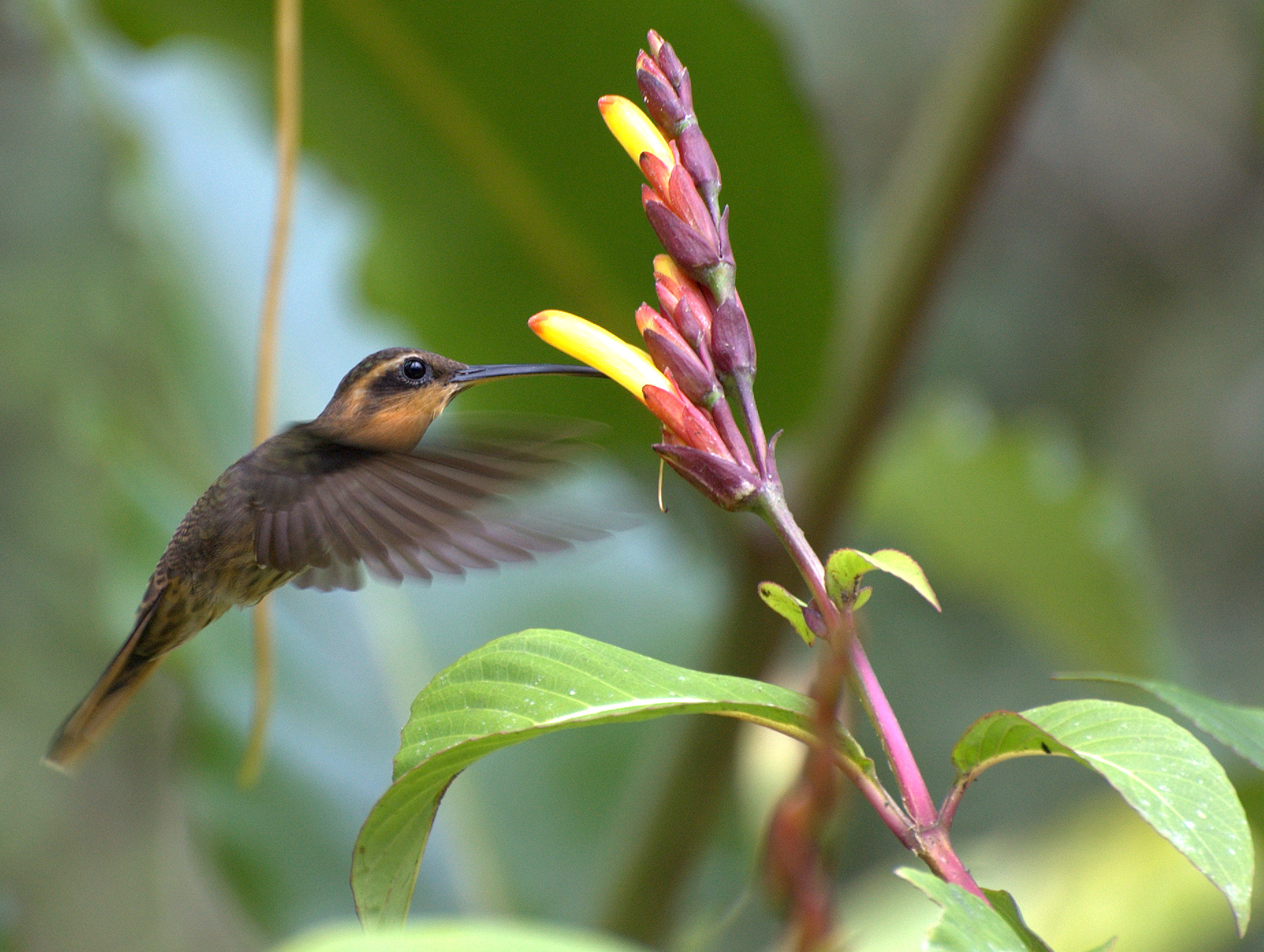
مرغ مگس در کنار گل

زمزمه (به انگلیسی: Hum) یا دندنه یا زمزمه‌کردن (به انگلیسی: Humming)، صدایی است که با ایجاد صدایی بی‌کلام و با دهان بسته ایجاد می‌شود و صدا را مجبور می‌کند که از بینی خارج شود. زمزمه کردن یعنی تولید چنین صدایی، اغلب همراه با ملودی است. همچنین با درنگ اندیشناک، «هوم» همراه است.
زمزمه یا زمزمه‌کردن توسط انسان در اثر رزونانس هوا در بخش‌های مختلف راه‌های سر و گلو در عمل تنفس ایجاد می‌شود. «دندنه» که مرغ مگس ایجاد می‌کند نیز توسط رزونانس ایجاد می‌شود: در این مورد با مقاومت هوا در برابر بال‌ها در هنگام پرواز، به ویژه در حالت درجا بال‌زدن است.